# Seznam medailistů na halovém mistrovství světa – výška

## Muži
| Rok  | Místo        | Zlato                            | Výkon vítěze                     | Stříbro                          | Bronz                                         |
| ---- | ------------ | -------------------------------- | -------------------------------- | -------------------------------- | --------------------------------------------- |
| 1985 | Paříž        | Patrik Sjöberg                   | 232                              | Javier Sotomayor                 | Othmane Belfaa                                |
| 1987 | Indianapolis | Igor Paklin                      | 238                              | Gennadij Avdějenko               | Ján Zvara                                     |
| 1989 | Budapešť     | Javier Sotomayor                 | 243 – RHMS                       | Dietmar Mögenburg                | Patrik Sjöberg                                |
| 1991 | Sevilla      | Hollis Conway                    | 240                              | Artur Partyka                    | Javier Sotomayor Alexej Jemelin               |
| 1993 | Toronto      | Javier Sotomayor                 | 241                              | Patrik Sjöberg                   | Steve Smith                                   |
| 1995 | Barcelona    | Javier Sotomayor                 | 238                              | Labros Papakostas                | Tony Barton                                   |
| 1997 | Paříž        | Charles Austin                   | 235                              | Labros Papakostas                | Dragutin Topić                                |
| 1999 | Maebaši      | Javier Sotomayor                 | 236                              | Vjačeslav Voronin                | Charles Austin                                |
| 2001 | Lisabon      | Stefan Holm                      | 232                              | Andrij Sokolovskyj               | Staffan Strand                                |
| 2003 | Birmingham   | Stefan Holm                      | 235                              | Jaroslav Rybakov                 | Gennadij Moroz                                |
| 2004 | Budapešť     | Stefan Holm                      | 235                              | Jaroslav Rybakov                 | Jaroslav Bába Germaine Mason Ștefan Vasilache |
| 2006 | Moskva       | Jaroslav Rybakov                 | 237                              | Andrej Těrešin                   | Linus Thörnblad                               |
| 2008 | Valencie     | Stefan Holm                      | 236                              | Jaroslav Rybakov                 | Kyriakos Ioannou Andra Manson                 |
| 2010 | Dauhá        | Ivan Uchov                       | 236                              | Jaroslav Rybakov                 | Dusty Jonas                                   |
| 2012 | Istanbul     | Dimítrios Chondrokoúkis          | 233                              | Andrej Silnov                    | Ivan Uchov                                    |
| 2014 | Sopoty       | Mutaz Essa Baršim                | 238                              | Andrij Procenko                  | Erik Kynard                                   |
| 2016 | Portland     | Gianmarco Tamberi                | 236                              | Robert Grabarz                   | Erik Kynard                                   |
| 2018 | Birmingham   | Danil Lysenko                    | 236                              | Mutaz Essa Baršim                | Mateusz Przybylko                             |
| 2020 | Nanking      | zrušeno kvůli pandemii covidu-19 | zrušeno kvůli pandemii covidu-19 | zrušeno kvůli pandemii covidu-19 | zrušeno kvůli pandemii covidu-19              |
| 2022 | Bělehrad     | U Sang-hjok                      | 234                              | Loïc Gasch                       | Hamish Kerr Gianmarco Tamberi                 |
| 2024 | Glasgow      | Hamish Kerr                      | 236                              | Shelby McEwen                    | U Sang-hjok                                   |
| 2025 | Nanking      | U Sang-hjok                      | 231                              | Hamish Kerr                      | Raymond Richards                              |

## Ženy
| Rok  | Místo        | Zlato                             | Výkon vítěze                     | Stříbro                                                  | Bronz                                            |
| ---- | ------------ | --------------------------------- | -------------------------------- | -------------------------------------------------------- | ------------------------------------------------ |
| 1985 | Paříž        | Stefka Kostadinovová              | 197                              | Susanne Lorentzonová                                     | Debbie Brillová Danuta Bułkowská Silvia Costaová |
| 1987 | Indianapolis | Stefka Kostadinovová              | 205 – RHMS                       | Susanne Beyerová                                         | Emilia Dragievová                                |
| 1989 | Budapešť     | Stefka Kostadinovová              | 202                              | Tamara Bykovová                                          | Heike Henkelová                                  |
| 1991 | Sevilla      | Heike Henkelová                   | 200                              | Tamara Bykovová                                          | Heike Balcková                                   |
| 1993 | Toronto      | Stefka Kostadinovová              | 202                              | Heike Henkelová                                          | Inga Babakovová                                  |
| 1995 | Barcelona    | Alina Astafeiová                  | 201                              | Britta Bilačová                                          | Heike Henkelová                                  |
| 1997 | Paříž        | Stefka Kostadinovová              | 202                              | Inga Babakovová                                          | Hanne Hauglandová                                |
| 1999 | Maebaši      | Christina Kalčevová               | 199                              | Zuzana Hlavoňová                                         | Tisha Wallerová                                  |
| 2001 | Lisabon      | Kajsa Bergqvistová                | 200                              | Inga Babakovová                                          | Venelina Venevová                                |
| 2003 | Birmingham   | Kajsa Bergqvistová                | 201                              | Jelena Jelesinová                                        | Anna Čičerovová                                  |
| 2004 | Budapešť     | Jelena Slesarenková               | 204                              | Anna Čičerovová                                          | Blanka Vlašičová                                 |
| 2006 | Moskva       | Jelena Slesarenková               | 202                              | Blanka Vlašičová                                         | Ruth Beitiaová                                   |
| 2008 | Valencie     | Blanka Vlašičová                  | 203                              | Jelena Slesarenková                                      | Vita Palamarová                                  |
| 2010 | Dauhá        | Blanka Vlašičová                  | 200                              | Ruth Beitiaová                                           | Chaunte Howardová                                |
| 2012 | Istanbul     | Chaunte Howardová                 | 198                              | Antonietta Di Martinová Anna Čičerovová Ebba Jungmarková | neudělena                                        |
| 2014 | Sopoty       | Marija Kučinová Kamila Lićwinková | 200                              | neudělena                                                | Ruth Beitiaová                                   |
| 2016 | Portland     | Vashti Cunninghamová              | 196                              | Ruth Beitiaová                                           | Kamila Lićwinková                                |
| 2018 | Birmingham   | Marija Lasickeneová               | 201                              | Vashti Cunninghamová                                     | Alessia Trostová                                 |
| 2020 | Nanking      | zrušeno kvůli pandemii covidu-19  | zrušeno kvůli pandemii covidu-19 | zrušeno kvůli pandemii covidu-19                         | zrušeno kvůli pandemii covidu-19                 |
| 2022 | Bělehrad     | Jaroslava Mahučichová             | 202                              | Eleanor Pattersonová                                     | Nadezhda Dubovitskayaová                         |
| 2024 | Glasgow      | Nicola Olyslagersová              | 199                              | Jaroslava Mahučichová                                    | Lia Apostolovskiová                              |
| 2025 | Nanking      | Nicola Olyslagersová              | 197                              | Eleanor Pattersonová                                     | Jaroslava Mahučichová                            |